# Rab László
Rab László (Heves, 1957. április 10. –) magyar pedagógus, író, publicista, újságíró.

## Élete
A váci Lőwy Sándor Gépipari Szakközépiskolában érettségizett 1975-ben (ma: Boronkay György Műszaki Szakgimnázium és Gimnázium), a Szombathelyi Tanárképző Főiskolán 1985-ben magyar-népművelés, majd a Kossuth Lajos Tudományegyetemen 1989-ben magyar szakon szerzett diplomát.
1982-ig a ceglédi Dózsa György Ifjúsági Klub vezetője volt, majd Abonyban 1986-ig, Cegléden 1988-ig dolgozott pedagógusként.
Első cikkei a Pest Megyei Hírlapban, az Új Tükörben és a Népszabadságban jelentek meg 1986–1988 között. 1988-tól a Népszabadság főmunkatársa lett, 1997-ig a lap Zala és Somogy megyei tudósítójaként. Ebben az időszakban a Juventus Rádió műsorvezetőjeként is dolgozott, valamint az Egerszegi Extra, Kanizsai Extra c. hirdetési lapokat szerkesztette 1997-től a lap kulturális rovatának munkatársa, a társadalompolitikai és kulturális rovatának helyettes vezetője lett.
A Népszabadság megszűnése előtti években a lap online felületének Dr. NOL video-sorozatának szerkesztője volt. Az 1990-es évektől műfajelméletet oktatott a Népszabadság Újságíróiskolájában és a Bálint György Újságíró Akadémián.
A Népszabadság megszűnését követően Nyolc óra negyven címen szervezett Facebook-közösség egyik tagja, az ehhez kapcsolódó YouTube-csatorna videószerkesztője 2016-tól Budapest XV. kerülete közéleti bloga, a Periszkóp szerkesztője, 2018-tól a Mozgó Világ olvasószerkesztője.

## Könyvei, publikációi
- Mélyszántás – Agrár- és falukép; T-Twins Kiadó, 1994 – az agrárszociográfiai riportok 1990-94 között a téeszvagyon-nevesítés és a kárpótlás időszakában születtek. A könyv a Magyarország felfedezése sorozatban jelent meg, elérhető a Magyar Elektronikai Könyvtár oldalán is[10]
- Sámánpech – Tales of Uncle Wahh'no' good – Mine Myo írói álnéven, Tettamanti Béla illusztrációival – PanDorka Kiadó, 2005[11][12]
- Miért nem bírjuk az újságírókat? Pannonica Kiadó, 2004. Szatirikus könyv a kiadó Miért nem bírjuk... sorozatában
- A magyarok között – Gulliver sokadik utazása, Népszabadság Zrt, 2005. A könyvborító Tettamanti Béla munkája
- Horvátország útikönyv és térkép (Biczó Henriettel közösen), Tábla és Penna Könyvkiadó, 2005
- Az öngyilkosok háza (E-könyv a budapesti Kassai tér 19-es számú házról, amelynek 16. emeletéről leugrott egy bundabotrányban érintett sportvezető). A Hónap Könyve Kiadó, 2012
- Pokoljárás – Út az újjászületésig (Harnos Kristóf kerekesszékes testépítő világbajnokról), Noran Libro Kiadó, 2017[13]
- A pokol tornácán – Kun páter útja az akasztófáig, Noran Libro Kiadó, 2021

### Publikáció
- Hírek úton-útfélen – Határtalan médiakultúra, Wolters Kluver Kft. 2005[14]

## Díjai, elismerései
- A Somogy Megyei Tanács nívódíja 1990[15]
- Népszabadság-díj 1990, 1992, 2007
- Szövetkezeti Emlékérem 1993 – a Mezőgazdasági Szövetkezők és Termelők Országos Szövetsége díja a Mélyszántás c. könyvért[16]
- Paul Lendvai-díj 2019 (a Mozgó Világban megjelent tanulmányáért[17]